# غمامة (حصان)

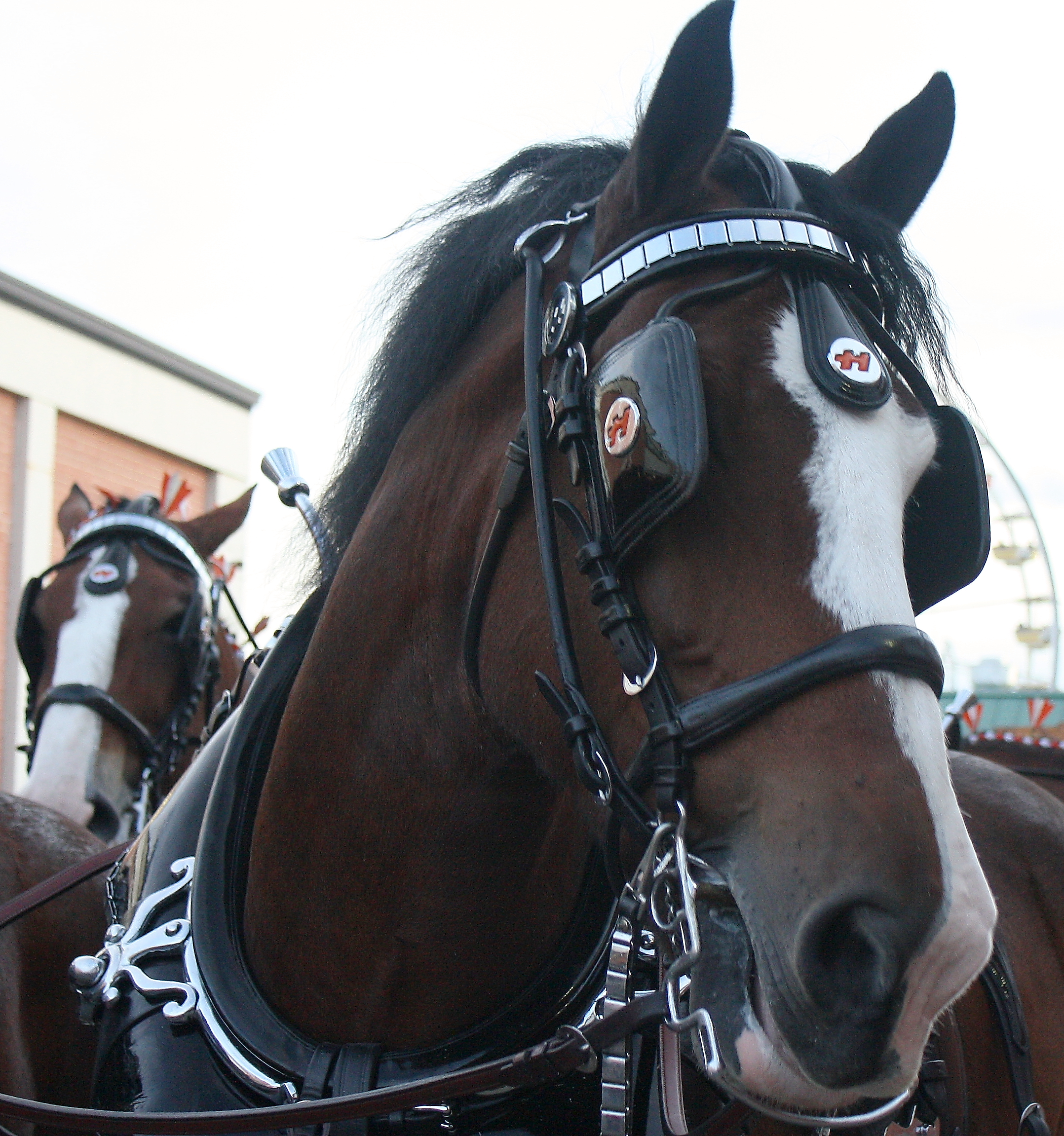
حصان وضعت عليه الغِمامة

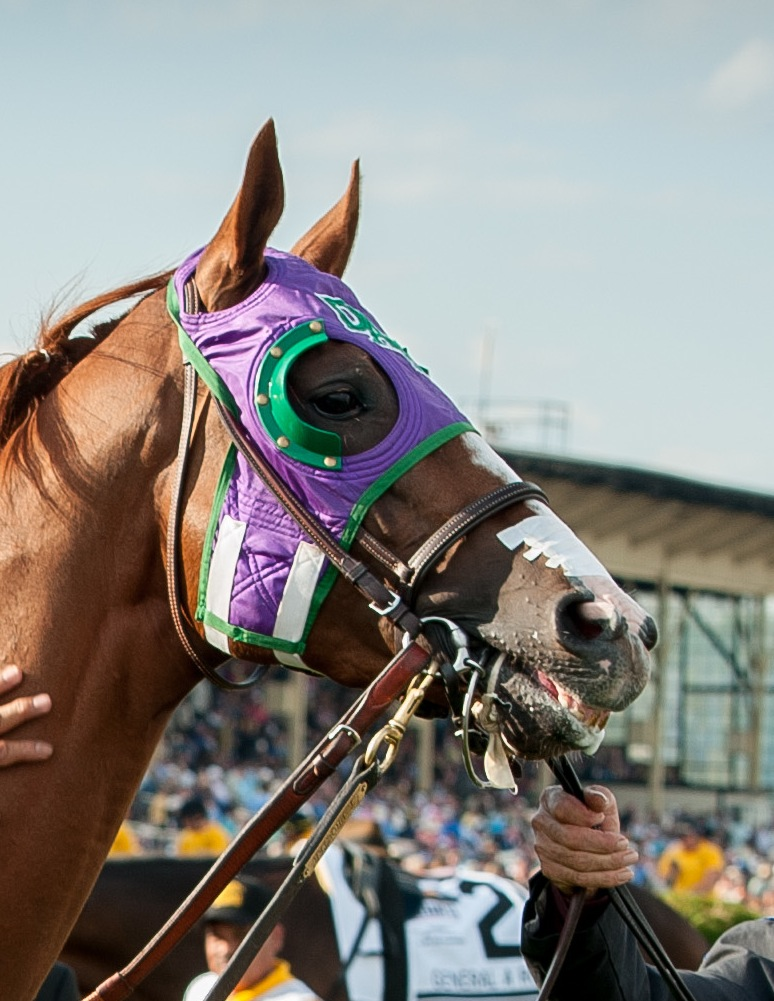
حصان السباق الأمريكي يرتدي غِمامة.

الغِمَامَة غطاءُ لأعين الفرس ونحوه تمنعه من الرؤية إلى المؤخرة أو إلى الجانب. وهي من عدة الفرس.

## الوصف
تُصنع الغِمامة إما من الجلد أو اللدائن وتكون متصلة إما باللجام أو بغطاء محرك مستقل. يعتقد العديد من مدربي خيول السباق أن غمامة الخيل تدفعه للتركيز على ما هو في المقدمة، ما يشجعهم على الانتباه إلى السباق بدلاً من صرف الانتباه إلى الحشود. وهي تحمي الخيول الأخرى من التشتت أو الفزع أثناء السير في شوارع المدينة المزدحمة. لا تسمح معظم تخصصات الفروسية الغِمامة، خلا سباقات الخيل وسباقات عربات الخيول.